# ماريا خوسيه بيريز غونزاليس
ماريا خوسيه بيريز غونزاليس (بالإسبانية: María José Pérez González)‏ هي لاعبة كرة قدم إسبانية، ولدت في 19 مارس 1984 في سانتا كروث دي تينيريفه في إسبانيا. شاركت مع منتخب إسبانيا تحت 19 سنة لكرة القدم للسيدات. أما مع النوادي، فقد لعبت مع UD Granadilla Tenerife Sur ‏.

## وصلات خارجية
- ماريا خوسيه بيريز غونزاليس على موقع قاعدة بيانات كرة القدم.إي يو (الإنجليزية)
- ماريا خوسيه بيريز غونزاليس على موقع Soccerway.com (الإنجليزية)